# فهرست فرودگاه‌های محدوده کلکته
این مقاله شامل فهرست فرودگاه‌های محدودهٔ شهر کلکته در بنگال غربی کشور هند است.
| نام فرودگاه                              | ICAO | IATA |
| ---------------------------------------- | ---- | ---- |
| فرودگاه بین‌المللی نتاجی سوباش چاندرا بوز | VECC | CCU  |
| فرودگاه بهالا                            | VEBA |      |
| پایگاه نیروی هوایی باراکپور              | VEBR |      |
| فرودگاه صحرایی کانچراپارا (تعطیل‌شده)     |      |      |